# Faty Papy
Faty Papy (18. září 1990, Bujumbura, Burundi – 25. dubna 2019) byl fotbalový záložník a reprezentant Burundi, který naposledy působil v jihoafrickém klubu Bidvest Wits FC.

## Klubová kariéra
S fotbalem začal v burundském klubu AS Inter Star. V lednu 2009 odešel ve svých 18 letech do Turecka do klubu Trabzonpor. Zde se ale neprosadil a tak odešel pro sezonu 2009/10 hostovat do nizozemského klubu MVV Maastricht. V lednu 2011 jej Trabzonspor uvolnil ze smlouvy. Papy se vrátil na africký kontinent, zamířil do rwandského celku Armée Patriotique Rwandaise, kde hrál do léta 2012. Poté přestoupil do jihoafrického mužstva Bidvest Wits FC.

## Reprezentační kariéra
6. června 2008 debutoval v A-mužstvu Burundi v kvalifikačním utkání na Mistrovství světa 2010 proti hostujícímu týmu Seychel, který skončil vítězstvím Burundi 1:0. První gól vstřelil v kvalifikaci na Africký pohár národů 2012 s Rwandou 26. března 2011, jeho tým podlehl soupeři 1:3.

### Reprezentační góly
Góly Fatyho Papyho za A-mužstvo Burundi
| 010                    | 26. 3. 2011 | Stade Amahoro, Kigali, Rwanda | Rwanda | 01:1 0(37.)   | 3:1 | Kvalifikace na APN 2012 |
| 02                     | 4. 9. 2011  | Bujumbura, Burundi            | Benin  | 01:1 0(90+2.) | 1:1 | Kvalifikace na APN 2012 |
| Platí k 25. dubnu 2019 |             |                               |        |               |     |                         |

## Smrt
Papy, o kterém bylo známo, že má potíže se srdcem, zemřel 25. dubna 2019 při zápase ve Svazijsku za Malanti Chiefs F.C.